# Systoechus phaeopterus
Systoechus phaeopterus är en tvåvingeart som beskrevs av Mario Bezzi 1924. Systoechus phaeopterus ingår i släktet Systoechus och familjen svävflugor.
Artens utbredningsområde är Zambia. Inga underarter finns listade i Catalogue of Life.